# Extraconiugale
Extraconiugale è un film collettivo del 1964 diviso in tre episodi, diretti da Massimo Franciosa (La doccia), Mino Guerrini (Il mondo è dei ricchi) e Giuliano Montaldo (La moglie svedese).

## Trama
Il film è articolato in tre episodi disgiunti fra loro, ma accumulati dal tema delle relazioni sessuali extramatrimoniali.

## Episodi
- La doccia: Luigi, un ingegnere di mezz'età insoddisfatto della sua vita, trova improvvisamente consolazione in un nuovo modello di doccia che accende le sue fantasie erotiche nei confronti di Maristella, una cantante che è però fidanzata col cognato di lui.
- Il mondo è dei ricchi: Gastone è un piccolo impiegato di provincia che nessuno rispetta. Quando vince al Totocalcio, si trasforma da vessato a vessatore. La vincita si rivelerà solo uno scherzo dei colleghi di ufficio, ma sarà servita ad apportare profonde modifiche positive nella sua vita.
- La moglie svedese: Renato è un siciliano che vive in Scandinavia e ha sposato Eva, una donna del posto. Quando arrivano a Roma per il matrimonio della sorella di lui, il comportamento disinibito di Eva scandalizza sempre più i parenti, nonostante i tentativi di Renato di convincerli dell'arretratezza della loro mentalità. Ma davanti al tradimento della moglie col suo ex fidanzato svedese, Renato mette da parte la sua visione moderna dei rapporti di coppia, e torna alle vecchie tradizioni.